# Jean-Paul Brigger
Jean-Paul Brigger est un joueur de football suisse né le 14 décembre 1957.

## Palmarès
En 1983, il est sacré meilleur buteur du Championnat de Suisse D1, avec 23 buts. Il compte 35 sélections en équipe nationale avec laquelle il a marqué 3 buts.